# Ферхан Хасані
Ферхан Хасані (мак. Ферхан Хасани, алб. Ferhan Hasani, нар. 18 червня 1990, Тетово) — македонський футболіст, що виступав на позиції півзахисника.
Виступав, зокрема, за клуби «Вольфсбург» та «Брондбю», а також національну збірну Македонії.

## Клубна кар'єра
Народився 18 червня 1990 року в місті Тетово. Вихованець футбольної школи клубу «Шкендія». Дорослу футбольну кар'єру розпочав 2010 року в основній команді того ж клубу, в якій провів два сезони, взявши участь у 42 матчах чемпіонату. 
Своєю грою за цю команду привернув увагу представників тренерського штабу клубу «Вольфсбург», до складу якого приєднався 2012 року. Відіграв за «вовків» наступний сезон своєї ігрової кар'єри.
2013 року уклав контракт з клубом «Брондбю», у складі якого провів наступні два роки своєї кар'єри гравця. 
До складу клубу «Шкендія» повернувся 2015 року. Відіграв за клуб з Тетова 64 матчів в національному чемпіонаті в яких забив 46 м'ячів.
17 серпня 2018 року Хасані погодив умови контракту із саудівською командою «Ар-Раїд».
18 жовтня 2019 року, Ферхан підписав річний контракт із фінським клубом ГІК.
26 січня 2021 року він підписав контракт з албанським клубом «Партизані».
6 січня 2022 року він знову повернувся до клубу «Шкендія».
2 червня 2023 року, Хасані підписав дворічну угоду з командою першого данського дивізіону «Гельсінгер».

## Виступи за збірні
2006 року дебютував у складі юнацької збірної Македонії.
Протягом 2010–2012 років залучався до складу молодіжної збірної Македонії. На молодіжному рівні зіграв у 13 офіційних матчах, забив 3 голи.
2010 року дебютував в офіційних матчах у складі національної збірної Македонії. Провів у формі головної команди країни 43 матчі, забивши 2 голи.

## Статистика виступів

### Статистика клубних виступів
| Сезон               | Команда             | Чемпіонат           | Чемпіонат | Чемпіонат | Національний кубок | Національний кубок | Національний кубок | Континентальні кубки | Континентальні кубки | Континентальні кубки | Інші змагання | Інші змагання | Інші змагання | Усього | Усього |
| Сезон               | Команда             | Ліга                | Ігор      | Голів     | Ліга               | Ігор               | Голів              | Ліга                 | Ігор                 | Голів                | Ліга          | Ігор          | Голів         | Ігор   | Голів  |
| ------------------- | ------------------- | ------------------- | --------- | --------- | ------------------ | ------------------ | ------------------ | -------------------- | -------------------- | -------------------- | ------------- | ------------- | ------------- | ------ | ------ |
| 2010–11             | «Шкендія»           | ПЛ                  | 28        | 13        | КМ                 | 0                  | 0                  | -                    | -                    | -                    | -             | -             | -             | 28     | 13     |
| 2011-2012           | «Шкендія»           | ПЛ                  | 14        | 5         | КМ                 | 0                  | 0                  | ЛЧ                   | 2                    | 0                    | СМ            | 1             | 0             | 17     | 5      |
| 2012                | «Вольфсбург»        | БЛ                  | 0         | 0         | КН                 | 0                  | 0                  | -                    | -                    | -                    | СН            | 0             | 0             | 0      | 0      |
| 2012–13             | «Вольфсбург»        | БЛ                  | 4         | 0         | КН                 | 0                  | 0                  | -                    | -                    | -                    | -             | -             | -             | 4      | 0      |
| Усього «Вольфсбург» | Усього «Вольфсбург» | Усього «Вольфсбург» | 4         | 0         |                    | 0                  | 0                  |                      |                      |                      |               | 0             | 0             | 4      | 0      |
| 2013–14             | «Брондбю»           | СЛ                  | 19        | 4         | КД                 | 0                  | 0                  | -                    | -                    | -                    | -             | -             | -             | 19     | 4      |
| 2014–15             | «Брондбю»           | СЛ                  | 6         | 2         | КД                 | 0                  | 0                  | ЛЄ                   | 1                    | 0                    | -             | -             | -             | 7      | 2      |
| Усього «Брондбю»    | Усього «Брондбю»    | Усього «Брондбю»    | 25        | 6         |                    | 0                  | 0                  |                      | 1                    | 0                    |               | -             | -             | 26     | 6      |
| 2015–16             | «Шкендія»           | ПЛ                  | 11        | 12        | КМ                 | 1                  | 0                  | ЛЄ                   | 2                    | 0                    | -             | -             | -             | 14     | 12     |
| 2016-17             | «Шкендія»           | ПЛ                  | 27        | 12        | КМ                 | 4                  | 1                  | ЛЄ                   | 8                    | 2                    | -             | -             | -             | 39     | 20     |
| Усього «Шкендія»    | Усього «Шкендія»    | Усього «Шкендія»    | 80        | 42        |                    | 5                  | 1                  |                      | 12                   | 2                    |               | 1             | 0             | 98     | 50     |
| Усього за кар'єру   | Усього за кар'єру   | Усього за кар'єру   | 109       | 48        |                    | 5                  | 1                  |                      | 13                   | 2                    |               | 1             | 0             | 128    | 51     |

## Титули і досягнення
- Чемпіон Македонії (2):

«Шкендія»: 2010-11, 2017-18
- Володар Кубка Македонії (2):

«Шкендія»: 2015-16, 2017-18
Володар Суперкубка Македонії (1): 2011
- Володар Кубка Фінляндії (1):

ГІК: 2020
- Чемпіон Фінляндії (1):

ГІК: 2020